# Adamów (powiat starachowicki)
Adamów – wieś w Polsce, położona w województwie świętokrzyskim, w powiecie starachowickim, w gminie Brody.
W latach 1975–1998 miejscowość należała administracyjnie do województwa kieleckiego.
Wieś jest siedzibą rzymskokatolickiej parafii św. Jana Chrzciciela.

## Integralne części wsi
| SIMC    | Nazwa           | Rodzaj    |
| ------- | --------------- | --------- |
| 0230639 | Polesie-Kolonia | część wsi |
| 0230645 | Skała           | część wsi |
| 0230651 | Styków-Kolonia  | część wsi |
| 0230668 | Trojak          | część wsi |

1 marca 1983 część Adamowa (537,76 ha) przyłączono do Starachowic.

## Edukacja
W Adamowie znajduje się publiczna szkoła podstawowa imienia Kornela Makuszyńskiego przy ulicy Kościelnej 2. Szkoła powstała w 1937 roku. W czasach wojennych i krótko powojennych była to mała szkółka mieszcząca się w budynku wiejskim, w tamtych też czasach szkoła posiadała tylko jednego nauczyciela. Nowa szkoła posiada wiele sal lekcyjnych oraz salę gimnastyczną, na zewnątrz budynku widnieje duże boisko szkolne do gry w piłkę nożna. Mieści się tam również izba regionalna, w budynku szkolnym odbywa się wiele spotkań i występów miejscowego zespołu regionalnego.

## Kościół

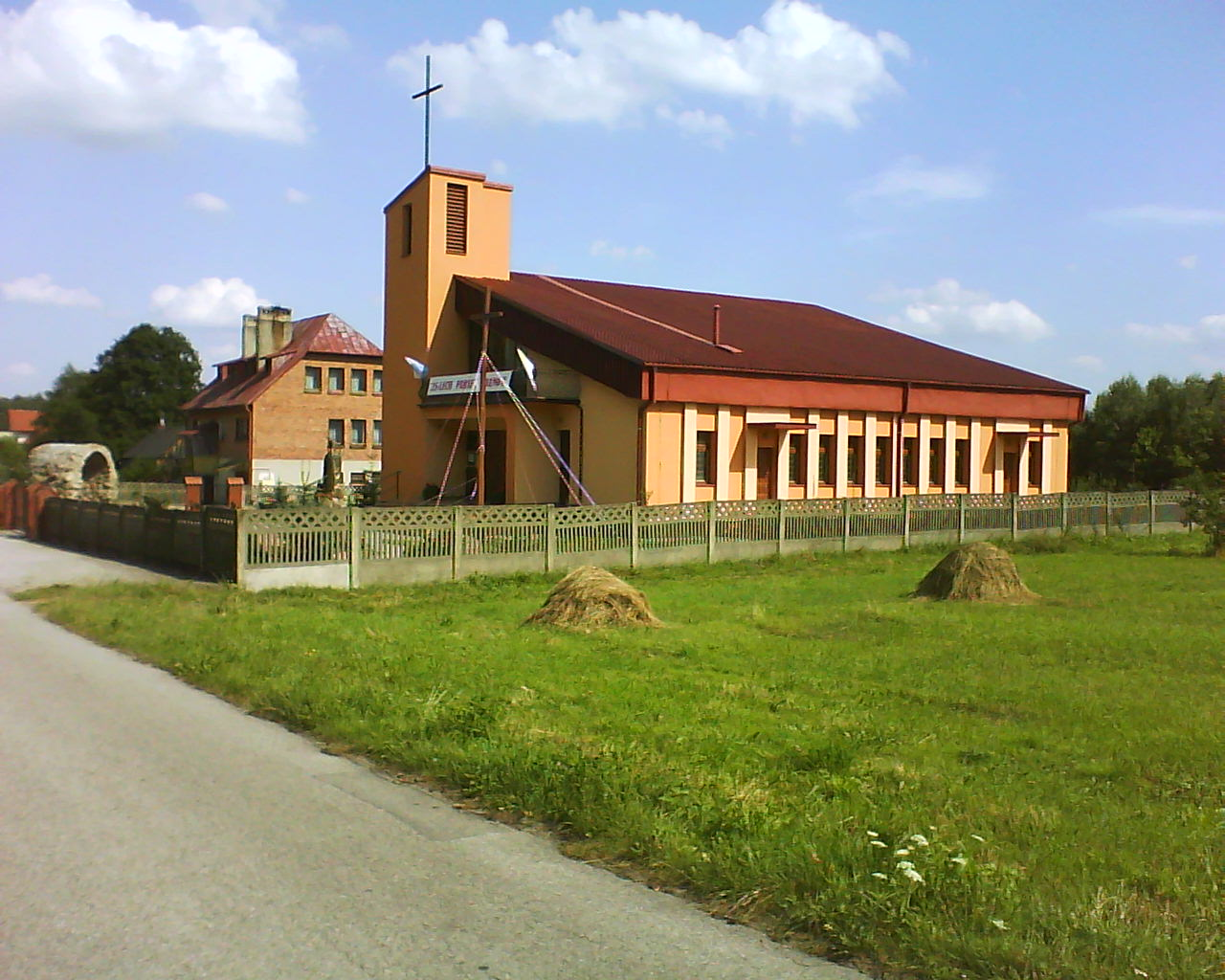
Kościół w Adamowie

W Adamowie istnieje kościół rzymskokatolicki pod wezwaniem św. Jana Chrzciciela. Kościół posiada cmentarz parafialny. Obok nowo powstałego kościoła (1984 rok, w 2009 roku obchodzono 25-lecie) mieści się stary już niedziałający, lecz zabytkowy kościół. Poprzedni proboszcze parafii to: ks. Jan Lipiec, ks. Stanisław Staniek, od 2001 do 2007 ks. Andrzej Madej, obecnie ks. Andrzej Bartosiński. W 2008 roku obok kościoła powstała Grota Lurdzka.

## Rezerwat przyrody
Na terenie Adamowa istnieje również rezerwat „Skały pod Adamowem”. Powierzchnia rezerwatu wynosi 8,98 ha, na długości około 800 metrów występują skały o bardzo ciekawych kształtach. Teren rezerwatu został objęty ochroną, chodziło głównie o ściany i bloki skalne, ambon czy progi oraz występujące rzadko spotykane gatunki roślin. 800 metrów od samych skałek występuje bór sosnowo-dębowy z domieszką brzozy. Bór ma ponad 100 lat i posiada cechy lasu naturalnego. Przeciętny wiek drzewa na terenie rezerwatu przekracza 100 lat.